# Arwiny
Arwiny – jezioro w Polsce położone w województwie warmińsko-mazurskim, w powiecie szczycieńskim, w gminie Dźwierzuty.

## Dane
- Powierzchnia – 33,9 ha[2]
- Powierzchnia wysp – 0,2 ha
- Głębokość maksymalna – 14 m[2]
- Typ – linowo-szczupakowy
- Jezioro jest otwarte, połączone rowem z jeziorem Łęsk

## Opis
Jezioro rozciąga się na południowy wschód od Szczytna, wzdłuż rozwidlenia dróg: Orżyny – Targowo i Orżyny – Rańsk, i oddalone jest od miasta około 16 km. Przy południowym i południowo-wschodnim brzegu Arwinów widoczne są zabudowania wsi Orżyny. Zbiornik ma kształt wydłużony z północnego zachodu na południowy wschód. Środkowa część zachodniego brzegu Arwinów jest dość wysoka i stroma, pozostałe brzegi są płaskie. Wokół rozciągają się łąki i pola uprawne. Linia brzegowa jest długa i urozmaicona. Nieco na południe od środka plosa leży mała wysepka, porośnięta wokół roślinnością wynurzoną. Brzegi w większości usłane są pasmem oczeretów. Jedynie w wydłużonej, północno-zachodniej części na znacznej przestrzeni są gołe i tworzą efektowną piaszczystą plażę. Ławica przybrzeżna w tej partii jeziora jest również piaszczysta, dość szeroka o łagodnym stoku. Dno jest przeważnie muliste, miejscami tylko piaszczyste. Płytsze jego partie porośnięte są jednolitymi łąkami roślinności zanurzonej. Woda jest przejrzysta, nawet w okresie letnich upałów. Dojazd: drogą wojewódzką nr 600 – Szczytno – Romany – Nowe Kiejkuty – Orżyny (jezioro przylega od północy i zachodu do tej drogi w okolicy miejscowości Orżyny).

## Turystyka
Arwiny, podobnie jak większość jezior linowo-szczupakowych, są bardzo żyzne i bogate w ryby. Występują tu m.in.: szczupak, okoń, lin, płoć, leszcz, karaś, krąp, ukleja, wzdręga i węgorz. Z brzegu można wędkować na kilku kładkach i pomostach lub z łodzi. Można je wypożyczać od mieszkańców wsi Orżyny.